# Гаркави, Александр Миронович
Алекса́ндр Миро́нович Гарка́ви (5 марта 1922, Ярославль, СССР — 9 октября 1980, Калининград, СССР) — советский литературовед, доктор филологических наук (1966), профессор (1967), выдающийся исследователь творчества Н. А. Некрасова.

## Предки
Семья А. М. Гаркави была связана разнообразными родственными узами со многими представителями еврейской интеллигенции в России XIX—XX вв.

### Родственники по отцовской линии
А. М. Гаркави родился в семье Мирона (Михаила) Александровича Гаркави (1894—1942), который был двоюродным братом, земляком (родились в уездном городе Режице, ныне Резекне в Латвии) и однокашником писателя Ю. Н. Тынянова,. Отец А. М. Гаркави М. А. Гаркави умер в блокадном Ленинграде примерно в марте 1942 г.
Мать М. А. Гаркави Анна Борисовна (урождённая Эпштейн) была сестрой Софьи Борисовны Тыняновой, матери писателя, — они обе происходили из семьи владельца кожевенного завода в Велионах Витебской губернии Б. М. Эпштейна. М. А. Гаркави и Ю. Н. Тынянов учились в 1904—1912 гг. вместе в Псковской губернской мужской гимназии. Семьи породнились ещё раз, когда в 1918 г. родная тетя А. М. Гаркави, сестра его отца Эсфирь Александровна Гаркави (1889—1986), вышла замуж за брата Ю. Н. Тынянова Льва Тынянова (1891—1946).
По линии отца А. М. Гаркави принадлежал к известной еврейской семье. Его дед Александр Гершонович Гаркави (р. 1852) управлял кожевенным заводом. Прадед А. М. Гаркави Гершон Гаркави (1823—1875) был талмудистом, сыном торговца Моше Шломо Гаркави (1805—1872) и внуком основателя фамилии Гершона Гаркави. Основатель рода Гаркави, прапрапрадед А. М. Гаркави Гершон Гаркави (ум. 1823) был учеником виленского гаона и основателем талмудической академии в Цфате (Палестина). Родственником А. М. Гаркави является также другой крупный российский учёный — востоковед Авраам Яковлевич Гаркави (1835—1919): отцом последнего был талмудист Яков Гаркави (1799—1894), сын Эльханана Гаркави (ум. 1838) и внук основателя фамилии Гершона Гаркави. Таким образом, А. Я. Гаркави приходился троюродным дядей М. А. Гаркави и троюродным дедом А. М. Гаркави.
Прабабка А. М. Гаркави, жена Гершона Гаркави Сара Залкинд (1827—1877) была дочерью раввина и талмудиста Иуды Лейба Залкинда и сестрой Захарии Залкинда, деда Ивана Абрамовича Залкинда (1885—1928), советского дипломата и помощника Л. Д. Троцкого в Наркомате иностранных дел. И. А. Залкинд приходился троюродным дядей А. М. Гаркави.
Прадед А. М. Гаркави Бер Мовшевич Эпштейн (род. ок. 1841) был владельцем кожевенного завода в Режицком уезде и купцом 1-й гильдии. Жена Б. М. Эпштейна Гута Малкиель (род. 1942) была дочерью Меира Малкиеля (ок. 1800 — до 1857), бургомистра Двинска. Брат Гуты Яков Меирович Малкиель (1832—1870) имел дочь Александру (1859—1945), которая стала матерью выдающегося советского литературоведа Виктора Максимовича Жирмунского (1891—1971). В. М. Жирмунский был троюродным братом А. Б. Гаркави (Эпштейн) и, следовательно, троюродным дедом А. М. Гаркави. В свою очередь, современный петербургский филолог и писатель Андрей Алексеевич Аствацатуров, внук В. М. Жирмунского, — брат А. М. Гаркави в пятом колене. Другой брат Гуты, Шмуил Малкиель, стал отцом детской писательницы Софьи Самойловны Малкиель, знакомой А. П. Чехова и двоюродной сестры прадеда А. М. Гаркави.

### Родственники по материнской линии
Мать А. М. Гаркави — Евгения Исааковна Лурье (1893—1969), дочь военного врача, участника русско-японской войны Исаака Анатольевича (Нафтальевича) Лурье (1866—1946) и Розы Иосифовны Гранат,. Брат И. Н. Лурье Я. Н. Лурье (1862—1917) был врачом и членом партии кадетов, таким образом его сын Соломон Яковлевич Лурье (1891—1964), доктор филологических и исторических наук, известный советский антиковед, приходился двоюродным дядей А. М. Гаркави. Жена С. Я. Лурье Софья Исааковна, была его двоюродной сестрой и родной тёткой А. М. Гаркави по матери. Таким образом, сын Соломона Яковлевича и Софьи Исааковны Лурье — известный историк и литературовед Яков Соломонович Лурье (1921—1996) — был одновременно двоюродным и троюродным братом А. М. Гаркави, а Лев Яковлевич Лурье, петербургский писатель и журналист, является двоюродным и троюродным племянником А. М. Гаркави.

## Биография
А. М. Гаркави окончил Ленинградский государственный университет (1947), в том же году он опубликовал свою первую научную работу «Некрасов и Лермонтов». Заметки молодого филолога вызвали гнев официозных литературоведов: М. Н. Онуфриев в рецензии (Советская книга. 1947. № 11. С. 107) уделил студенческой работе три абзаца с грозным выводом о порочности тенденции, которая проявилась также в статьях «Гуковского, Ямпольского и т. д.» (А. М. Гаркави отреагировал так: «Появилась моя первая публикация и уже обругана, утешает, правда, что в очень почётной компании»).
Дипломную работу он написал под руководством Б. М. Эйхенбаума по творчеству М. Ю. Лермонтова. Вдова А. М. Гаркави вспоминала: 

Дипломная работа о балладах Лермонтова получила высокую оценку, и автор был рекомендован в аспирантуру. Партбюро, однако, с этой рекомендацией не согласилось: «Нам не нужны кабинетные ученые!» Путь в аспирантуру оказался поистине тернистым:377
В период кампании по «борьбе с космополитизмом» Б. М. Эйхенбаум был подвергнут травле, и А. М. Гаркави пришлось продолжить работу над кандидатской диссертацией под руководством В. Е. Евгеньева-Максимова. Шестого апреля 1951 г. А. М. Гаркави защитил диссертацию по теме «Становление и развитие революционно-демократической поэзии Некрасова в 1840-е — 1850-е годы».
П. Е. Фокин писал о начале трудового пути А. М. Гаркави так:

«…Жизненные обстоятельства складывались так, что блистательный выпускник Ленинградского университета, чьи выдающиеся способности были отмечены приглашением к сотрудничеству в издании Полного собрания сочинений и писем Н. А. Некрасова (М.: Гослитиздат, 1950—1953. Т. VI, XII), молодой и энергичный кандидат наук, не мог найти место работы в родном городе и был вынужден искать вакансии в провинциальных вузах по всему СССР (Фрунзе, Смоленск, Гродно). Наконец место нашлось — в недавно созданном Калининградском государственном педагогическом институте».
В 1951—1980 гг. А. М. Гаркави работал в Калининградском государственном педагогическом институте (с 1967 г. — Калининградском государственном университете) как старший преподаватель, позднее доцент, профессор, заведующий кафедрой русской и зарубежной литературы (с 1967). В 1965 г. защитил докторскую диссертацию. Работая в пединституте, А. М. Гаркави дружил с коллегами-филологами Т. Л. Вульфович, Л. Г. Максидоновой, историком А. И. Юделевичем:13 и др.

## Семья
У А. М. Гаркави было два брата — Лев (1927—2011) и Борис. Жена — этнограф Бэла Ароновна Липшиц (1920—2007), дети — Михаил Александрович Гаркави и Владимир Александрович Гаркави.

## Научный вклад
Уже своей кандидатской диссертацией А. М. Гаркави выдвинулся в число ведущих советских некрасоведов. В 1955 г. текст его диссертации был заимствован А. Дубинской для своей работы, что вызвало отклик К. И. Чуковского «Своё и чужое (о книге А. Дубинской „Н. А. Некрасов“)», опубликованный в «Литературной газете»: 

«В 1951 году молодой исследователь Александр Гаркави защитил в Ленинграде диссертацию под несколько громоздким названием „Становление и развитие революционно-демократической поэзии Некрасова в 1840-е — 1850-е годы“. Единственный экземпляр этой диссертации хранится в Москве, в Библиотеке имени Ленина. Его-то и прочла А. Дубинская. Диссертация ей несомненно понравилась… Хуже всего то, что заимствуя у А. Гаркави его наблюдения и мысли, она не всегда воспроизводит их с достаточной точностью, и от этого читатели остаются в несомненном убытке».
В 1957 г. в «Учёных записках» Калининградского государственного пединститута были напечатаны две статьи А. М. Гаркави «Произведения Н. А. Некрасова в вольной русской поэзии XIX века» и «К вопросу об источниках поэзии Некрасова», которые высоко оценил в сентябре того же года Б. М. Эйхенбаум: 

«Получил <…> новый выпуск „Ученых записок“ — спасибо! Очень интересны ваши работы о Некрасове — колоссальный материал! Надо же ухитриться, сидя в Калининграде, успеть собрать и обработать такую бездну фактов! Я знаю вашу работоспособность (и просто способность, что важнее), но и то удивился».
 Труды посвящены публикации и распространению некрасовских произведений в нелегальной печати. В «Учёных записках Ленинградского государственного университета» в 1957 г. А. М. Гаркави опубликовал «Список цензурных дел о произведениях Некрасова», в котором указано 187 дел, из них 81 до этого ни разу не упоминалось в научной литературе.
В 1956 г. А. М. Гаркави удалось отыскать ранее неизвестное сочинение Некрасова — «Сказку о добром царе, злом воеводе и бедном крестьянине». В работе над некрасовским наследием А. М. Гаркави тесно сотрудничал с другим выдающимся исследователем — К. И. Чуковским. В 1963 г. Чуковский писал А. М. Гаркави: 

«Совесть моя спокойна <…> Спокойна, так как в Калининграде есть А. М. Гаркави, пошедший в некрасоведении дальше меня по той же дороге, по которой шел я. Я был бы полным идиотом, если бы не признавал Вас своим законным наследником. Вы исправили многие мои ошибки, зачеркнули многие мои утверждения, и за это я, как все читатели, благодарен Вам».
В 1965 г. А. М. Гаркави защитил докторскую диссертацию «Борьба Н. А. Некрасова с цензурой и проблемы некрасовской текстологии»:379. В 1971 и 1975 гг. он дважды проводил в Калининграде Всесоюзные Некрасовские конференции:380. Вдова А. М. Гаркави вспоминала:

«Когда-то, ещё в начале нашей жизни в Калининграде, К. И. Чуковский в ответ на полученную от Александра Мироновича брошюру о Некрасове пошутил, написав: „Древний Кенигсберг становится оплотом некрасоведения“. И слова эти оказались пророческими».:380
А. М. Гаркави был многолетним редактором «Учёных записок» Калининградского государственного педагогического института в 1950-х гг., а потом редактором двух межвузовских сборников «Н. А. Некрасов и его время» (Вып. 1-6) и «Жанр и композиция» (вып. 1-2).
Личный фонд А. М. Гаркави, включающий документы за 1937—1982 гг., хранится в Государственном архиве Калининградской области (ГАКО. Ф. Р-859, 182 ед.хр.). В фонде содержатся биографические и личные документы; договоры с издательствами (1950—1980 гг.); материалы о защите А. М. Гаркави кандидатской и докторской диссертаций, издании Полного собрания сочинений Н. А. Некрасова; доклады, научные статьи, выступления, лекции о творчестве М. Е. Салтыкова-Щедрина, М. Ю. Лермонтова, А. Н. Островского и мн. др.; дипломные работы, авторефераты диссертаций учеников А. М. Гаркави; фотокопии писем К. И. Чуковского; фотокопии автографов Ю. Н. Тынянова и В. Е. Евгеньева-Максимова. В 2003 г. книги из личной библиотеки А. М. Гаркави были приобретены Калининградской областной универсальной научной библиотекой,.
А. М. Гаркави опубликовал более 130 научных трудов. Заслуги А. М. Гаркави в развитии некрасовской текстологии общепризнаны. В то же время ряд атрибуций текстов Н. А. Некрасову был оспорен в последующей литературе.

## Отзывы
В письме 1951 г. К. И. Чуковский пишет А. М. Гаркави, благодаря за присланный автореферат диссертации: 

«Дорогой Александр Миронович. „Старик Чуковский вас заметил и, в гроб сходя, благословил“. Спасибо, что прислали „Автореферат“. Насколько я понимаю, в него входит и Ваша статья о „Саше“, и другие статьи, с которыми я уже успел ознакомиться. Статьи превосходные: насыщены свежими мыслями, выраженными с присущим Вам изяществом формы. Как жаль, что во время моей некрасоведческой юности Вас ещё не было на свете: скольких ошибок избежал бы я в те времена, если бы у меня был тогда такой проницательный и любящий дело товарищ. Уверен, что Вы будете увенчаны желанной победой — и что работа Ваша будет напечатана и что Вы продолжите её».
П. Е. Фокин заключает такими словами статью об отношениях А. М. Гаркави и К. И. Чуковского: 

«Имя Гаркави прочно утвердилось в отечественной филологии. Его публикаторские и источниковедческие работы до сих пор сохраняют свою научную ценность. Апофеозом некрасоведческой карьеры Гаркави стало его участие в работе над подготовкой 15-томного академического Собрания сочинений Н. А. Некрасова. К сожалению, он не дожил до выхода в свет даже первого тома, но его имя в траурной рамке печаталось в составе редколлегии вплоть до пятого тома. Четвёртый том был полностью подготовлен A.M. Гаркави. В 1974 году Гаркави собрал и подготовил к печати книгу „К. И. Чуковский. Несобранные статьи о Некрасове“, которая вышла в издательстве Калининградского государственного университета. До конца жизни Гаркави оставался верен памяти своего наставника и старшего товарища».
Среди учеников А. М. Гаркави — известный калининградский журналист Валентин Егоров, написавший в начале 2000-х гг.:

«Первый доктор наук Калининградского пединститута. Одно это заносит его имя в страницы вузовской летописи. Да и в историю становления всей нашей области. Почти тридцать лет труда на одной кафедре, которая для всех уже ассоциировалась только с его именем. И, часто бывавший на межвузовских конференциях, могу засвидетельствовать: стоило только сказать „Калининградский университет“ — и слышал в ответ уважительное: „А, Гаркави..“ Такое надо заслужить.

… А для меня с его именем навсегда будут связаны и тесноватый сумрак университетских коридоров, и Офицерская улица, густо заросшая клёнами и липами. Когда-то, ещё в мои студенческие времена, кто-то назвал её „улицей Гаркави“. По этой улице ходили многие поколения студентов — с занятий, на занятия, гуляли, спешили, опаздывали… Многих вывела в жизнь улица Гаркави. Все мы, ученики его, — жители этой улицы. И вечно, покуда жива наша память, будет идти по этой улице человек в тёмно-зелёном пальто с большим портфелем в руках. Идти на свидание к своим ученикам». 
Юрий Буйда в романе «Вор, шпион и убийца» (2012), вспоминая о годах учёбы в Калининградском университете, упоминает А. М. Гаркави:

«Некоторые студенты гордились тем, что за ними „топает КГБ“, хотя все их вольнодумство исчерпывалось мечтами о выгодной женитьбе на дочке начальника милиции Центрального района Калининграда и стихами без рифмы. Ну ещё они мечтали за стаканом вина о тех временах, когда народ понесёт с базара не Маркова и Ленина, а Кафку с Солженицыным, и об аспирантуре, хотя их, ценителей Пастернака—Мандельштама—Цветаевой, мучила мысль о том, что в аспирантуре им придется заниматься Некрасовым, поскольку аспирантов набирал только профессор Гаркави, известный некрасовед». 

### Диссертации
- Кандидатская диссертация: Становление и развитие революционно-демократической поэзии Некрасова в 1840-е —1850-е годы (Ленинград, ЛГУ, 1951).
- Докторская диссертация: Борьба Н. А. Некрасова с цензурой и проблемы некрасовской текстологии (Ленинград, ЛГУ, 1965). Автореферат.

### Монографии, учебные пособия
- Гаркави А. М. О калининградских поэтах: заметки литературоведа. — Калининград: Кн. изд-во, 1959. — 30 с.
- Гаркави А.М. Н. А. Некрасов и революционное народничество. — М.: Высшая школа, 1962. — 59 с.
- Гаркави А.М. Н. А. Некрасов в борьбе с царской цензурой. — Калининград: Кн. изд-во, 1966. — 304 с.
- Гаркави А. М. Лирика Н. А. Некрасова и проблемы реализма в лирической поэзии: учеб. пособие по спецкурсу. — Калининград, 1979.
- Трофимов И. В., Гаркави А. М. Идейно-художественное своеобразие лирики Н. А. Некрасова: пособие для учителя. — Киев: Радянська школа, 1989.

### Основные статьи А. М. Гаркави
- Некрасов и Лермонтов // Н. А. Некрасов: статьи, материалы, рефераты, сообщения: к 125-летию со дня рождения: Научный бюллетень Ленингр. гос. университета. — Л., 1947. — № 16—17. — С. 46—48.
- О новонайденном рассказе Н. А. Некрасова «Очерки литературной жизни» // Учёные записки ЛГУ. — Л., 1949. — Серия филол. наук. Вып. 16.
- Новые материалы о Некрасове // Огонек. — 1951. — № 49.
- Цензурные и другие материалы о Некрасове. Сообщение и подготовка текстов, комментарий // Некрасов Н. А. Полное собрание сочинений и писем. — М.: ГИХЛ, 1953. — Т. 12.
- Поэзия Некрасова и литературная школа Белинского // Учёные записки ЛГУ. — 1954. — № 171. Сер. филолог. наук. Вып. 19.
- Новые материалы о Н. А. Некрасове // Учёные записки Калининградского пединститута. — 1955. — Вып. 1. — С. 45—70.
- К тексту письма Тургенева о Гоголе // Учёные записки ЛГУ. — 1955. — № 200. Серия филол. наук. Вып. 25.
- Н. Г. Чернышевский и царская цензура. (По неопубликованным материалам) // Учёные записки Калининградского пединститута. — Калининград, 1956. —Вып. 2. — С. 13—24.
- Некрасов и цензура // Некрасовский сборник. — М.; Л.: АН СССР, 1956. — Вып. 2. — С. 445—457.
- Произведения Н. А. Некрасова в вольной русской поэзии XIX века // Учёные записки Калининградского педагогического института.— Калининград, 1957. — Вып. 3. — С. 207—249.
- К вопросу об источниках поэзии Некрасова // Учёные записки Калининградского педагогического института. — Калининград, 1957. — Вып. 3. — С. 250—260.
- Список цензурных дел о произведениях Некрасова // Учёные записки ЛГУ им. А. А. Жданова: Русские революционные демократы. — Л., 1957. — Вып. 30. — С. 268—285.
- Запрещённая цензурой сказка Н. А. Некрасова // Учёные записки Калининградского пединститута. — Калининград, 1958. — Вып. 4. — С. 110—114.
- Из архивных разысканий о Н. А. Некрасове // Учёные записки Калининградского пединститута. — Калининград, 1958. — Вып. 4. — С. 115—126.
- Драматическая цензура о Гоголе // Русская литература 19 века. — Л., 1958. — С. 164—167.
- Н. А. Некрасов — обличитель царской царской цензуры // Учёные записки" Калининградского пединститута. — Калининград, 1959. — Вып. 6. — С. 65—97.
- Заметки о М. Ю. Лермонтове. О композиционной роли пейзажа в лирике Лермонтова // Учёные записки Калининградского пединститута. — Калининград, 1959. — Вып. 6. — С. 274—296.
- Заметки о Н. А. Некрасове // Некрасовский сборник. — М.; Л.: Изд. АН СССР, 1960. — Вып. 3. — С. 261—271.
- Революционное народничество в поэтическом освещении Н. А. Некрасова // Русская литература. — 1960. — № 4. — С. 194—203.
- Щедрин и Некрасов // Учёные записки Калининградского пединститута. — Калининград, 1960. — Вып. 7. — С. 62 — 75.
- Цензурные купюры в текстах Н. А. Некрасова // Учёные записки Калининградского пединститута. — Калининград, 1960. — Вып. 7. С. 76—88.
- Разыскания о Н. А. Некрасове // Учёные записки Калининградского пединститута. — Калининград, 1961. — Вып. 9. — С. 34—63.
- Из цензурной истории произведений Н. А. Некрасова // Учёные записки Калининградского пединститута. — Калининград, 1961. — Вып. 9. — С. 64—87.
- Атрибуция некоторых произведений вольной русской поэзии XIX века // Русская литература. — 1961. — № 4. — С. 193—194.
- Поэма. Н. А. Некрасова «Кому на Руси жить хорошо» и революционное движение 1870-х годов // Истоки великой поэмы. Поэма Н. А. Некрасова «Кому на Руси жить хорошо»: сб. — Ярославское книжное изд., 1962. — С. 13—28.
- О владельце роскошных палат // Русская литература. — 1963. — № 1. — С. 153—156.
- Цензура и принципы некрасовской текстологии // Научная конференция кафедр общественных наук вузов Северо-запада. Тезисы докладов по секции филологии. — Л., 1963. — С. 5—8.
- Переписка [И. С. Тургенева] с А. В. Головниным // Литературное наследство. — М., 1964. — Т. 73, кн. 2.
- Н. А. Некрасов в борьбе с царской цензурой // Учёные записки КГПИ. — Калининград, 1966. — Вып. 13.
- О датировке некоторых произведений Н. А. Некрасова // Учёные записки. — Новгород, 1966. — Т. 8. — С. 29—41.
- Некрасов-пародист // О Некрасове. Статьи и материалы. Ярославль, 1968. Вып. 2.
- «Снегурочка» А. Н. Островского как социальная утопия // Учёные записки Калининградского университета. Калининград, 1969. Вып. 4.
- Заметки о романе Тургенева «Отцы и дети» // Учёные записки Калининградского университета. — Калининград, 1970. — Вып. 5.
- О достоверности свидетельств и убедительности выводов // Н. Г. Чернышевский. Статьи, исследования и материалы. — Саратов, 1971. — Т. 6. — С. 199—209.
- Концепция художественного времени в поэзии Н. А. Некрасова // Некрасовский сборник. — Калининград, 1972. — С. 24—41.
- Стихотворение «Поэту (Памяти Шиллера)» — эстетическая декларация Н. А. Некрасова // Эстетические взгляды писателя и художественное творчество. — Краснодар, 1972. — Кн.3. — С. 61—68.
- К теме «Некрасов и Белинский» // Некрасовский сборник. — Калининград, 1972. — С. 57—66.
- Памяти выдающегося литературоведа (Письма К. И. Чуковского о Некрасове) // Некрасовский сборник. — Калининград, 1972. — С.168—175.
- Состояние и задачи некрасовской текстологии // Некрасовский сборник. Л., 1973. Вып. 5.
- Комедия А. Н. Островского «Горячее сердце» // Проблемы изучения творчества А. Н. Островского. К 150-летию со дня рождения. —Куйбышев, 1973. — С. 13—34.
- Мастерство психологического анализа в поэме «Мороз, Красный нос» // Н. А. Некрасов и русская литература. — Кострома, 1974. — Вып. 38. — С. 17—32.
- А. Н. Островский — мастер сюжетосложения // Жанр и композиция литературного произведения. — Калининград, 1974. — Вып. 1.
- Надпись неизвестного читателя. Поправки // Жанр и композиция литературного произведения. — Калининград, 1974. — Вып.1. — С.155.
- Структура повествования в поэме Н. А. Некрасова «Мороз, Красный нос» // Вопросы сюжетосложения. — Рига, 1974. — Вып.3. —С. 72—81.
- Об эволюции лирического героя Н. А. Некрасова // Проблема автора в художественной литературе. — Ижевск, 1974. — Вып.1. — С. 130—143.
- Островский и западноевропейский театр // А. Н. Островский и русская литература. — Кострома, 1974. — Вып. 5. — С. 97—99.
- Чернышевский и Добролюбов о «лишних людях» // Н. Г. Чернышевский. Статьи, исследования и материалы. — Саратов, 1975. — Вып. 7. — С. 27—40.
- Главы о мастерских Веры Павловны и журнальная полемика о производственных ассоциациях // Н. Г. Чернышевский. Статьи, исследования и материалы. — Саратов, 1975. — Т.7. — С.178—179.
- Пушкинская традиция в поэме Некрасова «Несчастные» // О Некрасове: статьи и материалы. — Ярославль, 1975. — Вып. 4.— С. 91—108.
- Тургеневу или Герцену? // О Некрасове. Статьи и материалы. — Ярославль, 1975. — Вып. 4. — С. 132—145.
- Образ автора-повествователя в сатирических произведениях Некрасова // Н. А. Некрасов и его время. — Калининград: Калинингр. гос. университет, 1975. — Вып. 1. — С. 5—18.
- Некрасовский «Современник» о труде и быте рабочих // Н. А. Некрасов и его время. — Калининград: Калинингр. гос. университет, 1975. — Вып.1. — С. 115—121.
- Проблема родовой классификации литературных жанров и некоторые возможности изучения лирики Н. А. Некрасова // Жанр и композиция литературного произведения. — Калининград, 1976. — Вып. 2. — С. 49—63.
- Возможности лирико-драматического жанра (к спорам о «Песне Еремушке» Н. А. Некрасова) // Жанр и композиция литературного произведения. — Калининград, 1976. — Вып. 3. — С. 39—49.
- Неизвестные строки Н. А. Некрасова // Жанр и композиция литературного произведения. — Калининград, 1976. — Вып. 2. — С. 163—167.
- Безымённые стихотворения Владимира Зотова // Н. А. Некрасов и его время: межвузовский сборник. — Калининград, 1976. — Вып. 2.
- Творческая история «Трёх элегий» Н. А. Некрасова // Н. А. Некрасов и русская литература: сб. науч. тр. —Ярославль, 1976. Вып. 43(3).
- К теме «Некрасов и литературные чтения» // Н. А. Некрасов и его время. — Калининград, 1976. — Вып.2. — С. 55—58.
- Агарин в ряду «лишних людей» // Н. А. Некрасов и русская литература. — Ярославль, 1977. — Вып.4. — С.30—47.
- О стихотворении «Орина, мать солдатская» // Н. А. Некрасов и его время. — Калининград, 1977. — Вып.3. — С. 25—38.
- К характеристике лирического героя Н. А. Некрасова // Проблема автора в русской литературе XIX—XX вв.: межвуз. сб. — Ижевск, 1978.
- Композиция стихотворений Н. А. Некрасова: лирический герой и поэтическая ситуация // Жанр и композиция литературного произведения. — Калининград, 1978. — Вып. 4. — С. 46—60.
- О двух приписываемых Некрасову стихотворениях // Некрасовский сборник. — Л., 1978. — Т.6. — С.104—110.
- Термин «сатира» в поэтической системе Некрасова // Н. А. Некрасов и русская литература 19 — начала 20 веков. — Ярославль, 1979. — С. 40—52.
- Из творческой истории поэмы «Русские женщины». // Н. А. Некрасов и его время. — Калининград: Калинингр. гос. университет, 1979. — Вып.5. — С. 32—44.
- Композиция стихотворных циклов Н. А. Некрасова // Жанр и композиция литературного произведения. — Калининград, 1980.
- «Маленькие трагедии» Пушкина как драматический цикл // Сюжет и композиция литературных и фольклорных произведений. — Воронеж, 1981.
- Тютчев в восприятии Некрасова // В Россию можно только верить… Ф. И. Тютчев и его время. — Тула, 1981. — С.5—32.
- Автобиографический роман «Жизнь и похождения Тихона Тростникова» и реалистическая поэзия Н. А. Некрасова // Проблемы развития русской лирической поэзии XVIII—XIX веков. — М., 1982. — С. 68—80.
- Малоизвестная эстетическая декларация Некрасова // Некрасовский сборник. — Л., 1983. — Т.8. — С.117—122.
- Юношеские эстетические декларации Н. А. Некрасова // Н. А. Некрасов и русская литература второй половины 19 — начала 20 веков. — Ярославль, 1984. — Вып. 71. — С. 3—13 (в соавт. с И. В. Трофимовым).
- «Русские женщины» как стихотворный цикл Н. А. Некрасова // Н. А. Некрасов и русская литература второй половины 19 — начала 20 веков. — Ярославль, 1984. — Вып. 71. — С. 54—63.
- Мои встречи с К. И. Чуковским // Некрасовский сборник. — Л., 1988. — Т.9. — С.169—174.
- «Маленькие трагедии» Пушкина как драматургический цикл: композиция в связи с жанром и художественным методом // Балтийский филологический курьер. — Калининград, 2003. — Вып. 3. — С. 183—192.